# István Kovács (calciatore 1953)
István Kovács (Salgótarján, 21 aprile 1953 – 21 dicembre 2020) è stato un calciatore ungherese, di ruolo attaccante.

## Carriera
Con il Vasas vinse il campionato ungherese nel 1976-1977 e la coppa nazionale nel 1986.

## Palmarès

### Individuale
- Capocannoniere della Coppa Mitropa: 1

1976 - 1977 (4 gol)